# Montecuccoli-Klasse
Die Montecuccoli-Klasse war eine Klasse von zwei Leichten Kreuzer der Königlich Italienischen Marine, die in den 1930er Jahren gebaut wurde und im Zweiten Weltkrieg und teilweise danach zum Einsatz kam.

## Allgemeines
Diese beiden 1935 in Dienst gestellten Schiffe stellten eine erhebliche Verbesserung der Alberto-di-Giussano-Klasse und der Cadorna-Klasse dar, mit der sie die sogenannten Condottieri-Klassen bildeten. Sie zeichneten sich durch ihre hohe Geschwindigkeit aus, wobei ihre Panzerung im Vergleich zu den beiden Vorgängerklassen wesentlich verbessert wurde. Diesen Trend führte man auch bei den folgenden Duca-d’Aosta- und Duca-degli-Abruzzi-Klassen weiter.

## Einheiten
| Name                  | Bauwerft                                | Kiellegung      | Stapellauf        | Indienststellung | Verbleib |
| --------------------- | --------------------------------------- | --------------- | ----------------- | ---------------- | --- |
| Raimondo Montecuccoli | Gio. Ansaldo & C., Genua                | 1. Oktober 1931 | 2. August 1934    | 30. Juni 1935    | Sie nahm im Zweiten Weltkrieg an allen bedeutenden Gefechten und Seeschlachten im Mittelmeer teil. Nach dem Waffenstillstand vom 8. September 1943 begab er sich entsprechend den Waffenstillstandsklauseln nach Malta. Bis 1945 wurde der Kreuzer Montecuccoli für Transportaufgaben eingesetzt. Von 1949 bis zu seiner Außerdienststellung im Jahr 1964 diente er der Marineakademie in Livorno als Schulschiff. In dieser Zeit befuhr der Kreuzer alle Weltmeere. |
| Muzio Attendolo       | Cantieri Riuniti dell’Adriatico, Triest | 10. April 1931  | 9. September 1934 | 7. August 1935   | Sie nahm im Zweiten Weltkrieg an allen bedeutenden Gefechten und Seeschlachten im Mittelmeer teil. Am 13. August 1942 wurde er vom britischen U-Boot HMS Unbroken am Bug schwer beschädigt. Während der Reparaturarbeiten in Neapel versenkten alliierte Bomber den Kreuzer am 4. Dezember 1942. |

## Technische Beschreibung

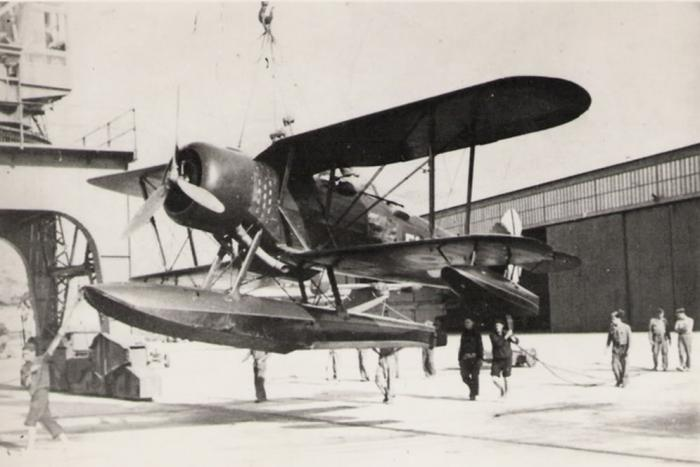
Bordflugzeug des Typs IMAM Ro.43

### Rumpf
Der Rumpf eines Kreuzers der Montecuccoli-Klasse, unterteilt in wasserdichte Abteilungen, war über alles 182,19 Meter lang, 16,61 Meter breit und hatte bei einer Einsatzverdrängung von 8.995 Tonnen einen Tiefgang von 5,59 Metern.

#### Panzerung
Der Panzerschutz setzte sich aus einem 60 mm starken Gürtelpanzer sowie einem 30 mm starken Panzerdeck zusammen. Der Gefechtsstand, also die kleine Befehlszentrale im Brückenaufbau, von der im Notfall die wichtigsten Schiffssysteme gesteuert werden konnten, hatte einen Schutz von 100 mm und die Türme der Hauptartillerie 70 mm Stahl erhalten.

### Antrieb
Der Antrieb erfolgte durch sechs ölbefeuerte Dampferzeuger – Kessel des Yarrow-Typs, jeder untergebracht in einem Kesselraum – und zwei Belluzo-Getriebeturbinensätze mit denen eine Gesamtleistung von 106.000 PS (77.936 kW) erreicht wurde. Diese gaben ihre Leistung an zwei Wellen mit je einer Schraube ab. Die Höchstgeschwindigkeit betrug 37 Knoten (69 km/h) und die maximale Fahrstrecke 4.122 Seemeilen bei 18 Knoten, wofür 1.118 Tonnen Schweröl gebunkert werden konnten.

### Bewaffnung

#### Artillerie
Die Artilleriebewaffnung bestand aus acht 15,2-cm-Geschützen mit Kaliberlänge 53 Modell 1929 von OTO in vier Doppeltürmen. Diese Geschütze waren in Schiffssmittellinie, je ein Paar vor bzw. auf dem Brückenaufbau und hinter bzw. auf dem achteren Deckshaus aufgestellt werden.

#### Flugabwehr
Zur Flugabwehr waren sechs 10-cm-Geschütze in Kaliberlänge 47 von OTO in Doppellafetten hinter dem zweiten Schornstein vorhanden. Des Weiteren acht 3,7-cm-Maschinenkanonen in Doppellafetten und zwölf 13,2-mm-Maschinengewehre Breda Modell 1931 ebenfalls in Doppellafetten.

#### Torpedos
Die Torpedobewaffnung bestand aus zwei, schwenkbaren, Zweifachtorpedorohrsätzen im Kaliber 53,3 cm, welche Torpedos des Typs Si 270/533.4 x 7.2 "M" verschossen. Diese waren beiderseits zwischen dem Flugzeugkatapult und dem vorderen Schornsteins untergebracht.

### Bordflugzeug
Zum Zwecke der Aufklärung verfügte die Klasse über zwei Bordflugzeug des Typs IMAM Ro.43. Dieses wurde über ein schwenkbares Flugzeugkatapult gestartet, welches sich zwischen ersten Schornstein und achterem Dreibeinmast befand. Bei ihrer Rückkehr landete die Maschine auf dem Wasser und wurde von einem am achteren Dreibeinmast befindlichen Derrickkran zurück auf das Schiff bzw. Katapult gehoben.

## Besatzung
Die Besatzung hatte eine Stärke von 522 Offizieren, Unteroffizieren und Mannschaften.